# Jevgeni Zelenov
Jevgeni Zelenov (Russisch: Евгений Зеленов) (Vladivostok, 5 juli 1966) is een Russisch autocoureur.

## Carrière
In 2003 maakte Zelenov zijn debuut in het Russian Touring Car Championship, waar hij tot 2006 actief bleef. In 2004 behaalde hij zijn beste positie in het kampioenschap met een zevende plaats. Daarnaast nam hij in het seizoen 2006-2007 ook deel aan de Dutch Supercar Challenge, waarin hij één podiumplaats behaalde.
In 2007 reed Zelenov eenmalig in het World Touring Car Championship voor het team Russian Bears Motorsport in een BMW 320i in het racewekend op het Circuit Park Zandvoort. De races eindigde hij op de 21e en de 24e plaats.